# Марсело Дельгадо
Марсело Дельгадо (ісп. Marcelo Delgado, нар. 24 березня 1973, Капітан-Бермудес) — колишній аргентинський футболіст, нападник.
Насамперед відомий виступами за «Расинг» (Авельянеда) та «Боку Хуніорс», а також національну збірну Аргентини.

## Клубна кар'єра
У дорослому футболі дебютував 1990 року виступами за «Росаріо Сентраль», в якому провів чотири сезони, взявши участь у 112 матчах чемпіонату. 
Протягом 1994—1995 років захищав кольори мексиканського клубу «Крус Асуль».
Своєю грою привернув увагу представників тренерського штабу клубу «Расинг» (Авельянеда), до складу якого приєднався 1995 року. Відіграв за команду з Авельянеди наступні п'ять сезонів своєї ігрової кар'єри. Більшість часу, проведеного у складі «Расинга», був основним гравцем атакувальної ланки команди і одним з головних бомбардирів команди, маючи середню результативність на рівні 0,4 голу за гру першості.
2000 року уклав контракт з клубом «Бока Хуніорс», у складі якого провів наступні три роки своєї кар'єри гравця.  Граючи у складі «Бока Хуніорс» також здебільшого виходив на поле в основному складі команди. За цей час тричі виборював титул володаря Кубка Лібертадорес.
У 2003—2004 роках знову виступав у Мексиці за «Крус Асуль», після чого повернувся у «Боку Хуніорс», додавши до переліку своїх трофеїв два титули чемпіона Аргентини та переможця Рекопи Південної Америки.
Влітку 2006 року перейшов у «Бельграно», де і провів наступний сезон.
Завершив професійну ігрову кар'єру в еквадорському клубі «Барселона» (Гуаякіль), за який виступав протягом 2007—2009 років.

## Виступи за збірну
1995 року дебютував в офіційних матчах у складі національної збірної Аргентини. 
У 1996 році в складі збірної Аргентини U-23 брав участь в Олімпійських іграх, де збірна дійшла до фіналу, в якому поступилася олімпійській збірній Нігерії.
У складі збірної був учасником розіграшу Кубка Америки 1997 року у Болівії та чемпіонату світу 1998 року у Франції. 
Протягом кар'єри у національній команді, яка тривала 8 років, провів у формі головної команди країни 33 матчі, забивши 9 голів.

## Титули і досягнення

### Командні
- Чемпіон Аргентини (3):

«Бока Хуніорс»:  Апертура 2000, Апертура 2005, Клаусура 2006
- Володар Кубка Лібертадорес (3):

«Бока Хуніорс»:  2000, 2001, 2003
- Володар Міжконтинентального кубка (1):

«Бока Хуніорс»:  2000
- Переможець Рекопи Південної Америки (1):

«Бока Хуніорс»:  2005
- Срібний олімпійський призер: 1996

### Особисті
- Найкращий бомбардир Кубка Лібертадорес :2003 (9 голів, однаково з Рікардо Олівейрою)